# Batalla de Somosierra
La batalla de Somosierra fou una de les batalles de la guerra del Francès.

## Antecedents

Campanyes franceses

A finals de 1807, Napoleó va decidir que la monarquia de Carles IV, aliada però independent, era ja de molt escassa utilitat i que seria molt més convenient per als seus designis la creació d'un Estat satèl·lit, i el Tractat de Fontainebleau de 1807, que van firmar autoritzava les tropes napoleòniques a creuar Espanya per tal d'envair Portugal.
Les primeres tropes franceses entren a Espanya per Catalunya el 10 de febrer de 1808, comandades pel general Guillaume Philibert Duhesme en direcció a València. Posteriorment entrarien les tropes de Joseph Chabran, que ocupen el Castell de Sant Ferran de Figueres, Honoré Charles Reille i Laurent Gouvion Saint-Cyr. El 13 de febrer de 1808, les tropes de Duhesme i Giuseppe Lechi entren a Barcelona. Els francesos van prendre Pamplona el 16 de febrer, i el general Joachim Murat va arribar a Burgos el 13 de març de 1808 camí de Madrid per obtenir la seva adhesió. L'abril de 1808 Napoleó després d'aconseguir l'abdicació de Carles IV i Ferran VII a Baiona, va nomenar rei el seu germà Josep I Bonaparte.
Iniciada la revolta amb l'aixecament del 2 de maig de 1808 i les renúncies successives de Carles IV i el seu fill Ferran al tron d'Espanya en favor de Napoleó Bonaparte, qui a continuació cediria els drets al seu germà Josep Bonaparte, qui regnaria amb el nom de Josep I. La derrota francesa a la batalla de Bailén, l'arribada dels anglesos de John Moore a Portugal, que derrotaren a Jean-Andoche Junot a la batalla de Vimeiro i la reorganització dels exèrcits espanyols que planejaven l'atac de Madrid, que consistien en l'exèrcit del general Joaquín Blake a la costa nord, l'exèrcit del general Francisco Javier Castaños al voltant de Tudela, l'exèrcit del general José Rebolledo de Palafox al voltant de Saragossa, i l'exèrcit d'Extremadura va forçar el rei Josep I Bonaparte a abandonar Madrid i retirar tot l'exèrcit més enllà de l'Ebre.
Napoleó va decidir resoldre directament els problemes militars de la Península Ibèrica, creuant la frontera el 4 de novembre amb 200.000 homes decidit a la reconquesta de Madrid, i la derrota de l'exercit anglès.
Blake va iniciar una ofensiva prop de Bilbao però va ser derrotat a Pancorbo el 31 d'octubre de 1808, i després de derrotar els espanyols, Napoleó va fer de Burgos el quarter general, deixant al seu germà Josep a la ciutat, partint cap a Madrid, el mariscal Jean Lannes va rebre el comandament dels exèrcits del front de l'Ebre, amb Saragossa com a objectiu immediat per restablir el control francès del nord-est peninsular, i després de derrotar els espanyols a la batalla de Tudela el 23 de novembre va dirigir-se a Saragossa. i el bloqueig de Barcelona era aixecat per Guillaume Philibert Duhesme.
Per defensar Madrid davant l'avanç dels 45.000 homes de la Grande Armée, Nazario Eguía disposava d'uns 21.000 homes amb poca experiència o disciplina. Va enviar Benito de San Juan amb 12.000 homes al port de Somosierra, l'entrada més directa a Madrid i a José de Heredia amb 9.000 homes a protegir el port de Guadarrama, uns 100 quilòmetres a l'oest. San Juan va enviar a 3000-3500 homes a Sepúlveda, a 30 quilòmetres de Somosierra, i va establir una altra barricada formada per uns centenars de milícies a Cerezo de Abajo, a uns 10 km de Somosierra, i quatre bateries de quatre canons de 12 lliures cadascuna per batre a la infanteria francesa durant l'ascens cap al port de muntanya.

## Batalla
El vespre del 29 de novembre, la brigada de Sepúlveda va rebutjar un atac francès, causant greus víctimes i va escapar de la superioritat francesa cap a Segòvia, a l'oest en la foscor. L'endemà al matí, Napoleó va fer avançar la seva infanteria directament cap al pas mentre petits despreniments queien pels flancs. Intercanviant trets de mosquet amb els defensors, els francesos van progressar lentament cap als canons enemics.
Com que les forces espanyoles no podien ser fàcilment desbancades pel moviment d'infanteria, va ordenar a la seva escolta de cavalleria lleugera polonesa de 125 homes que carreguessin contra les bateries d'artilleria fortificada, prenent la primera bateria i continuant la pressió, la segona i tercera, aturant-se per les baixes després de netejar pràcticament tot el camí al cim del pas, mentre la infanteria i cavalleria franceses avançaven per prendre la darrera posició espanyola.

## Conseqüències
Els francesos van entrar a Madrid el 4 de desembre de 1808 i immediatament es publicaren els decrets de Chamartín que abolien les institucions de l'Antic Règim. van posar setge a Saragossa, que caigué en 21 de febrer de 1809, Soult rep ordres de l'emperador de perseguir i derrotar l'exèrcit anglès del general Moore, que ha de reembarcar durant la batalla de La Corunya Saragossa quedà assetjada i caigué en 21 de febrer de 1809, i Saint-Cyr derrotà les tropes de Joan Miquel de Vives i Feliu a la batalla de Llinars i entren a la capital de Catalunya el 17 de desembre de 1808.